# Fundación-Archivo Rafael Cansinos Assens

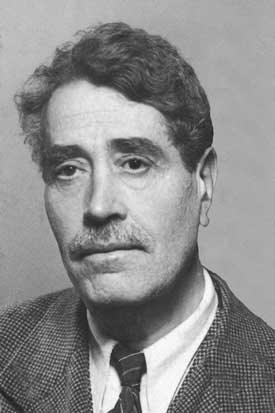
Fotografía de Rafael Cansinos Assens hacia el año 1950

La Fundación-Archivo Rafael Cansinos Assens, con el acrónimo ARCA, es una fundación privada española que tiene como objetivo continuar la tarea de recuperación de la figura y obra de Rafael Cansinos Assens, en la que desde hace muchos años han participado intelectuales de España e Hispanoamérica siguiendo la estela de Jorge Luis Borges, y poner a disposición de los ciudadanos el Archivo que reunió el escritor y que hoy es uno de los más importantes, por su contenido y variedad temática, del periodo que conocemos como Edad de Plata de las artes y las Ciencias Españolas.

## Historia
La Fundación fue promovida por Rafael Manuel Cansinos, hijo del escritor, y se constituyó en Sevilla el 22 de marzo de 2010. Previamente intentó su constitución en Madrid pero fue imposible por numerosas trabas administrativas.. Finalmente se constituyó en la ciudad natal del escritor siendo alcalde de Sevilla el socialista Alfredo Sánchez Monteseirín y delegada de cultura Maribel Montaño Requena, con el apoyo del Partido Popular e Izquierda Unida. Desde su constitución los incumplimientos por parte de la administración fueron constantes. Cuando el Partido Popular ganó las elecciones municipales en 2011, siendo alcalde Juan Ignacio Zoido y delegada de cultura María del Mar Sánchez Estrella, procedieron al cierre de la sede de la Fundación en el Centro Cultural de Santa Clara y a la supresión de la subvención.
En la actualidad la Fundación es mantenida por el hijo del escritor, sin ayudas institucionales o patrocinio privado.

## Patronato
El Patronato de la Fundación-Archivo Rafael Cansinos Assens se conformó con reconocidas personalidades del mundo cultural y por el Ayuntamiento de Sevilla.
Órgano de Gobierno:
- Presidente:Juan Manuel Bonet
- Vicepresidente:Jacobo Israel Garzón
- Secretario y director gerente: Rafael Manuel Cansinos

Patronos Institucionales:
- Excelentísimo Ayuntamiento de Sevilla

Patronos a título personal:
- Juan Manuel Bonet
- Jacobo Israel Garzón
- Alberto González Troyano
- Marcos Ricardo Barnatán
- Isabel Tuda Rodríguez

## Actividades
- En 2010 la Fundación desarrolló un intenso trabajo de preparación y catalogación para el traslado a Sevilla del Archivo de Rafael Cansinos Assens. Esta actividad quedó suspendida en 2011 al suprimir el Ayuntamiento de Sevilla la sede y la subvención.
- En noviembre de 2011 organizó el Simposio "Rafael Cansinos Assens y su tiempo" en la Real Academia de Buenas Letras de Sevilla.[nota 4]
- La Editorial Arca, que cuenta con más de 20 títulos recuperando obras y traducciones del escritor, difundidas en todas las librerías de España y también a través de librerías virtuales.
- Patrocina conferencias en instituciones, centros culturales, universidades, etc.
- Gestiona préstamos a instituciones de las colecciones del archivo del escritor.
- Mantiene varios sitios web en la Red.